# Une merveilleuse histoire du temps
Pour plus de détails, voir Fiche technique et Distribution.
Une merveilleuse histoire du temps (The Theory of Everything), ou La Théorie de l'Univers au Québec, est un film biographique britannique réalisé par James Marsh, sorti en 2014. Il narre la vie du physicien et cosmologiste Stephen Hawking, en particulier sa jeunesse.
Le scénariste Anthony McCarten a adapté pour ce film les mémoires écrits en 2008 par Jane Wilde, la première femme de Hawking, intitulées Travelling to Infinity: My Life with Stephen.
Le titre en français fait référence à l'ouvrage phare de vulgarisation écrit par Hawking en 1988, Une brève histoire du temps. Le titre original, The Theory of Everything, est un clin d'œil à ce que les physiciens appellent la théorie du tout qui unifierait hypothétiquement l'ensemble des règles de la physique moderne, notamment les théories sur la gravitation (l'infiniment grand) avec celles de la physique quantique (l'infiniment petit).
Le film narre la première partie de la vie du physicien théoricien Stephen Hawking, sa rencontre avec sa première épouse, Jane, ses premières découvertes, son doctorat et ses succès en physique cosmologiste, et son diagnostic de sclérose latérale amyotrophique, une maladie neurodégénérative touchant les neurones moteurs mais épargnant les fonctions cognitives.
Présenté au festival international du film de Toronto 2014, le film a reçu de nombreuses distinctions, récompensant notamment les interprétations des deux acteurs principaux, Eddie Redmayne et Felicity Jones. Le film est par ailleurs nommé à cinq Oscars lors de la 87e cérémonie, dont celui du meilleur film.

## Synopsis

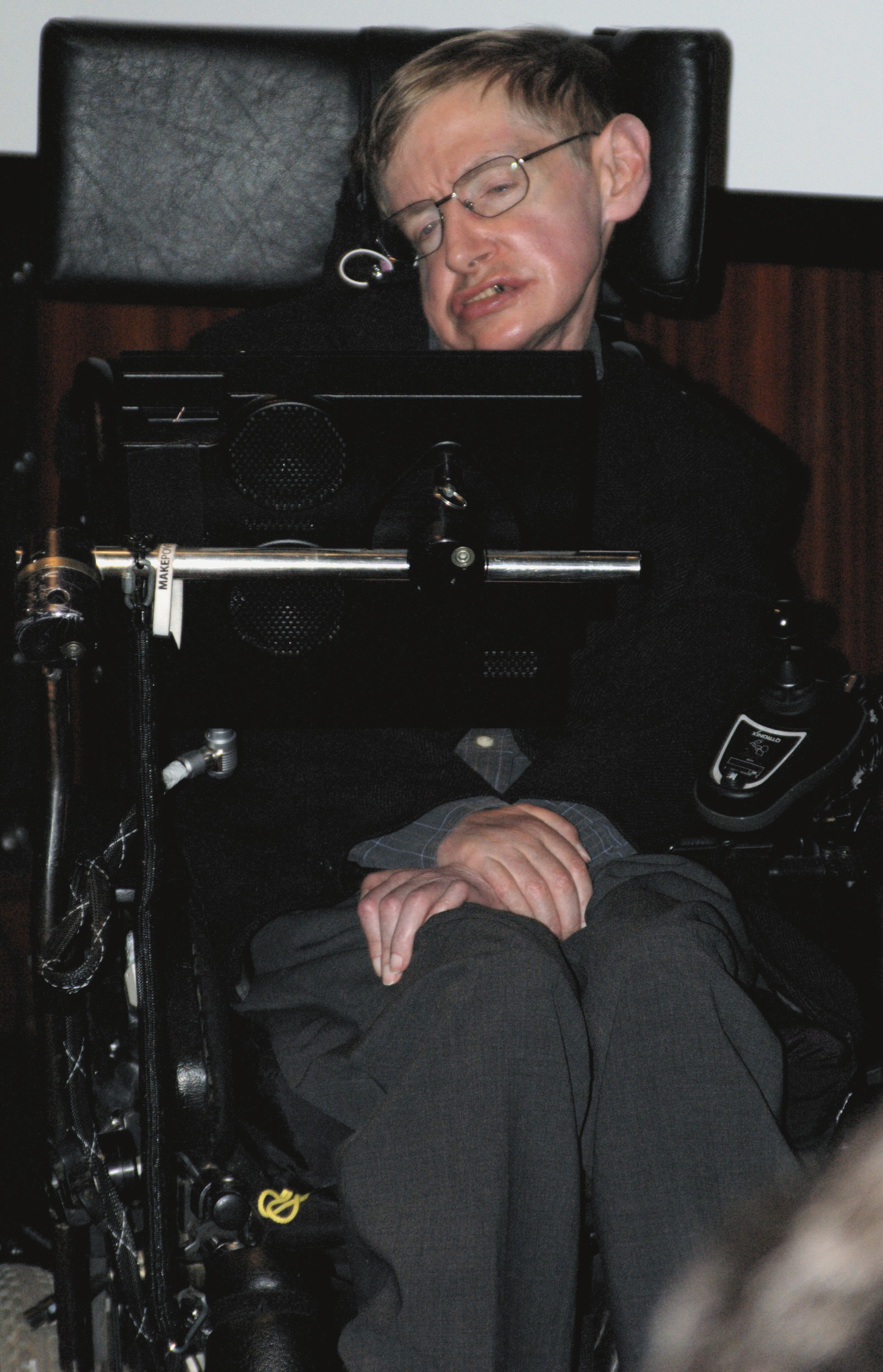
Stephen Hawking en 2006.

En 1963, Stephen Hawking (Eddie Redmayne) étudie l'astrophysique à l'université de Cambridge et fait la rencontre d'une étudiante en lettres, Jane Wilde (Felicity Jones). Alors qu'il excelle en mathématiques et en physique, il n'a pas encore défini le sujet de sa thèse. C'est en assistant à une conférence du mathématicien Roger Penrose sur les trous noirs qu'il comprend que ces derniers pourraient jouer un rôle dans la naissance de l'Univers, et décide d'entreprendre sa thèse sur le temps.
Alors qu'il continue ses recherches, Stephen voit apparaître des troubles musculaires de plus en plus nombreux, jusqu'à ce qu'il chute violemment sur la tête. Il apprend qu'il est atteint d'une sclérose latérale amyotrophique, il ne lui reste plus qu'environ deux ans à vivre. Le diagnostic est terrible, Stephen tombe en dépression mais Jane lui confesse son amour. La jeune femme est décidée à combattre la maladie avec lui. Le couple se marie et a un enfant, Robert. 
L'état de Stephen se dégrade mais son mariage le pousse à poursuivre sa thèse. Lors de la soutenance, sa théorie d'un trou noir à l'origine de l'univers est jugée brillante. Cependant, il réalise rapidement qu'il ne pourra plus marcher et doit utiliser un fauteuil roulant. Le couple a un second enfant, Lucy. Stephen développe une nouvelle théorie sur la visibilité des trous noirs, qui deviendra l'une de ses plus grandes réalisations et fera de lui un physicien renommé, l'évaporation des trous noirs. Cependant, la situation devient de plus en plus insupportable pour Jane, qui ne parvient pas à concilier ses enfants, la santé de Stephen et sa propre thèse. Sur les conseils de sa mère, elle rejoint la chorale de l'église et y rencontre Jonathan Jones (Charlie Cox). Jane l'emploie pour enseigner le piano à son fils. Jonathan propose son aide au couple et s'attache rapidement à la famille.
Jane est enceinte d'un troisième enfant, Timothy, mais les parents de Stephen voient d'un mauvais œil la situation. Ils soupçonnent Jonathan d'être le père de cet enfant. Celui-ci surprend la conversation entre Jane et la mère de Stephen. Jane rejoint alors Jonathan et ils s'avouent les sentiments qu'ils ressentent l'un pour l'autre. Jonathan décide de s'éloigner de la famille mais Stephen lui demande son aide. Alors que Jane et Jonathan emmènent les enfants faire du camping, Stephen est invité à un opéra à Bordeaux, où il contracte une pneumonie. Jane le rejoint à l'hôpital et accepte une trachéotomie, opération nécessaire mais qui le laissera incapable de parler.
Remis de son opération, Stephen apprend à s'exprimer avec un tableau et rencontre Elaine Mason (Maxine Peake), sa nouvelle infirmière de qui il tombera amoureux. Il reçoit rapidement un dispositif lui permettant d'écrire sur un ordinateur avec un commutateur dans sa main, tandis qu'un synthétiseur vocal parle pour lui, lisant ce qu'il vient de taper. Il décide alors d'écrire un livre, Une brève histoire du temps, ouvrage qui connaîtra un grand succès.
Stephen annonce à Jane qu'il a été invité aux États-Unis pour une conférence et qu'il partira avec Elaine. Le couple se sépare et Jane rejoint Jonathan. À cette conférence, Stephen prononce un remarquable discours sur l'activité humaine, la vie et l'espoir, alors qu'il se souvient à quel point sa maladie l'a affecté, en voyant un stylo tombé au sol qu'il ne peut ramasser.
Fait commandeur de l'ordre de l'Empire britannique, il invite Jane à rencontrer la reine. Dans les jardins du Palais de Buckingham, Stephen, Jane et leurs trois enfants sont réunis. Un retour en arrière dans le temps montre tous les événements vécus par le couple depuis leur première rencontre en 1963.

## Fiche technique
Sauf indication contraire, les informations mentionnées dans cette section peuvent être confirmées par les bases de données cinématographiques  présentes dans la section « Liens externes ».
- Titre original : The Theory of Everything
- Titre français : Une merveilleuse histoire du temps
- Titre québécois : La Théorie de l'univers
- Réalisateur : James Marsh
- Scénario : Anthony McCarten, d'après Une Merveille Histoire du temps : Ma vie avec Stephen Hawking (Travelling to Infinity: My Life with Stephen) de Jane Wilde Hawking
- Musique : Jóhann Jóhannsson
- Direction artistique : David Hindle
- Décors : John Paul Kelly
- Costumes : Steven Noble
- Montage : Jinx Godfrey
- Direction de la photographie : Benoît Delhomme
- Son : Colin Nicolson
- Production : Tim Bevan, Lisa Bruce, Eric Fellner et Anthony McCarten
- Sociétés de production : Working Title Films, en association avec Dentsu/Fuji Television Network
- Sociétés de distribution : Universal Pictures International (UPI) en Grande-Bretagne et en France, Focus Features aux États-Unis
- Budget : 15 000 000 de dollars[3]
- Pays de production :  Royaume-Uni
- Langue originale : anglais
- Format : couleurs - 2,39:1
- Genre : biographique
- Durée : 123 minutes
- Dates de sortie :
  - Canada : 7 septembre 2014 (Festival de Toronto)
  - Royaume-Uni : 1er janvier 2015
  - France : 21 janvier 2015

## Distribution
Sauf indication contraire, les informations mentionnées dans cette section peuvent être confirmées par les bases de données cinématographiques  présentes dans la section « Liens externes ».
- Eddie Redmayne (VF : Théo Frilet et VQ : Xavier Dolan-Tadros) : Stephen Hawking
- Felicity Jones (VF : Capucine Delaby et VQ : Rachel Graton) : Jane Wilde Hawking, femme de Stephen
- Charlie Cox (VF : Gilduin Tissier et VQ : Nicolas Charbonneaux-Collombet) : Jonathan Hellyer Jones, ami de Jane puis son deuxième mari
- Emily Watson (VF : Sabine Héraud et VQ : Lisette Dufour) : Beryl Wilde, mère de Jane
- Simon McBurney (VF : Yann Guillemot et VQ : François Sasseville) : Frank Hawking, père de Stephen
- David Thewlis (VF : Bernard Gabay et VQ : Marc-André Bélanger) : Dennis Sciama, physicien britannique
- Maxine Peake (VF : Vanina Pradier et VQ : Christine Séguin) : Elaine Mason, infirmière de Stephen puis sa deuxième femme
- Harry Lloyd (VF : Alexis Ballesteros et VQ : Patrice Dubois) : Brian, ami de Stephen
- Guy Oliver-Watts : George Wilde, père de Jane
- Abigail Cruttenden : Isobel Hawking, mère de Stephen
- Charlotte Hope : Phillipa Hawking, sœur de Stephen
- Lucy Chappell (VF : Nathalie Duverne) : Mary Hawking, sœur de Stephen
- Christian McKay (VF : Mathias Kozlowski) : Roger Penrose, physicien britannique
- Enzo Cilenti (VF : François Hatt) : Kip Thorne, physicien américain
- Georg Nikoloff (VF : Miglen Mirtchev et VQ : Frédéric Desager) : Isaak Khalatnikov, physicien soviétique
- Adam Godley : le médecin de Cambridge
- Alice Orr-Ewing (VF : Charlotte Danielle) : Diana King
- Michael Marcus : Ellis
- Frank Lebœuf : le médecin suisse
- Tom Prior : Robert Hawking à 17 ans
- Sophie Perry : Lucy Hawking à 14 ans
- Finlay Wright-Stephens : Timothy Hawking à 8 ans
- Thomas Morrison : Carter
- Gruffud Glyn : Rees
- Paul Langley : le barman du canoë club
- ainsi que la voix artificielle de Stephen Hawking

Sources: Version française (VF) sur RS Doublage, sur Symphonia Films et selon le carton de doublage ; Version québécoise (VQ) sur Doublage Québec

## Production

### Développement
La genèse du film s'étend sur une dizaine d'années. Anthony McCarten, scénariste et producteur, voue un intérêt particulier au travail du professeur Hawking, notamment à l'écriture de son ouvrage phare Une brève histoire du temps de 1988. En 2004, après la lecture des mémoires Travelling to Infinity: My Life with Stephen écrites par Jane Wilde Hawking sur son mariage avec Stephen, il envisage une adaptation du livre et en entreprend l'écriture. En 2009, il rencontre la productrice Lisa Bruce qui adhère au projet. Ce n'est que trois ans plus tard que McCarten et Bruce obtiennent l'accord de Jane et Stephen Hawking.

### Tournage
Le tournage du film commença en septembre 2013 au Royaume-Uni, notamment à Cambridge, et dura neuf semaines.
La scène du bal de fin d'année, se déroulant en 1963, est tournée entre le 23 et le 27 septembre 2013 au St John's College (New Court). Stephen Hawking se rendit sur le tournage et échangea quelques mots avec les deux acteurs Eddie Redmayne et Felicity Jones. Il s'agit de la dernière scène tournée en plein air, suivie le jour suivant d'une scène dans un amphithéâtre, le reste du tournage étant réalisé en studios. Le feu d'artifice visible dans cette scène a été conçu par Titanium Fireworks, société qui avait été choisie pour les Jeux olympiques d'été de 2012 à Londres.

### Bande originale
Le compositeur islandais Jóhann Jóhannsson a réalisé la bande originale du film, collaborant pour la première fois avec James Marsh. Le réalisateur l'avait rencontré quelques années auparavant et avait apprécié son travail. Cependant, la production était quelque peu réticente du fait du manque d'expérience de Jóhannsson dans ce domaine. Néanmoins, il avait déjà été choisi pour composer la musique du thriller acclamé par la critique Prisoners, par exemple. James Marsh dira du travail du compositeur « Il l'a fait d'une belle manière, avec un mélange original d'instruments. (...) Pour moi, ça a rafraîchi tout le film, c'est une musique superbe et appropriée pour notre film. ».
La bande originale a été enregistrée en partie aux studios Abbey Road à Londres. L'album est paru le 4 novembre 2014, édité par Back Lot Records. Celle-ci est nommée entre autres à l'Oscar de la meilleure musique de film et remporte le Golden Globe en 2015.
Plusieurs morceaux, non inclus dans la bande originale, sont utilisés pour différentes scènes. Notamment, le morceau Arrival of the Birds du groupe The Cinematic Orchestra est joué lors de la scène finale qui est un retour en arrière dans le temps jusqu'au moment où Stephen rencontre Jane pour la première fois.

## Accueil

### Accueil critique
Le site Rotten Tomatoes indique un score de 80 % d'avis favorables parmi les critiques et une note moyenne de 7,3/10, en accord avec un score de 84 % parmi le public. Les critiques s'accordent à dire que le film s'appuie sur le travail de James Marsh à la réalisation et la force des deux personnages principaux. Le long-métrage se voit attribuer un score moyen de 72/100 (« globalement favorable ») par le site Metacritic, basé sur 47 critiques, ainsi qu'une note de 7,7/10 parmi les utilisateurs.
Parmi les critiques positives, Franck Nochi du Monde salue la performance d'Eddie Redmayne dans le rôle de Stephen Hawking : « Ce qu'accomplit Eddie Redmayne est prodigieux. ». De même, Yann Tobin de Positif, évoque « l'ébouriffante interprétation d'Eddie Redmayne » ainsi qu' « une mise en scène dotée d'un certain panache ».
En revanche, Clément Ghys de Libération déplore à la fois le jeu d'acteur de Redmayne, affirmant que « l'esprit d’imitation permanente est, sinon lassant, franchement pénible », et une mise en scène trop lisse, évoquant une « fade rom-com » et un « film pétri de bons sentiments et d’un manque fâcheux de réflexions sur la science ». En effet, d'autres critiques regrettent le fait que le film se focalise majoritairement sur la vie sentimentale d'Hawking, traitant trop peu de la nature de ses recherches et de sa carrière en tant que physicien. Dennis Overbye du New York Times écrit ainsi : « Le film ne mérite aucun prix pour sa confusion superficielle du travail scientifique du docteur Hawking, laissant les spectateurs dans l'ignorance quant aux raisons exactes pour lesquelles il est si célèbre. Au lieu de montrer comment il a bouleversé les notions traditionnelles de l'espace et du temps, [le film] se plie aux sensibilités religieuses sur ce que son travail dit ou ne dit pas sur l'existence de Dieu, ce qui est en réalité très peu. ».

### Box-office
Dans le monde entier, les recettes du film s'élèvent à environ 122 000 000 US$, dont 36 000 000 US$ aux États-Unis et au Canada et 32 000 000 US$ au Royaume-Uni,.
En France, le long-métrage rencontre un échec avec 212 423 entrées. Et se classant en septième position du box-office français la semaine de sa sortie avec 98 000 entrées,.

### Distinctions
Sauf indication contraire, les informations mentionnées dans cette section peuvent être confirmées par les bases de données cinématographiques  présentes dans la section « Liens externes ».
| |  |  |
| Eddie Redmayne (à g.) incarne Stephen Hawking et Felicity Jones (à d.) prête ses traits à Jane Wilde Hawking. |  |  |

#### Récompenses
- Festival du film de Hollywood 2014 : Hollywood Breakout Performance Award pour Eddie Redmayne
- Festival du film Nuits noires de Tallinn 2014 : meilleur acteur pour Eddie Redmayne
- New York Film Critics Online Awards 2014 : meilleur acteur pour Eddie Redmayne
- Women Film Critics Circle Awards 2014 : meilleur acteur pour Eddie Redmayne

- British Academy Film Awards 2015 :
  - Meilleur film britannique
  - Meilleur acteur pour Eddie Redmayne
  - Meilleur scénario adapté pour Anthony McCarten
- Golden Globes 2015 :
  - Meilleur acteur dans un film dramatique pour Eddie Redmayne
  - Meilleure musique de film pour Jóhann Jóhannsson
- Saturn Awards 2015 : meilleur film international
- Screen Actors Guild Awards 2015 : Meilleur acteur pour Eddie Redmayne
- Oscars du cinéma 2015 : Oscar du meilleur acteur pour Eddie Redmayne
- David di Donatello 2015 : Meilleur film de l'Union européenne

#### Nominations et sélections
- Festival international du film de Toronto 2014 : sélection « Special Presentations »
- British Academy Film Awards 2015 :
  - Meilleur film britannique
  - Meilleur réalisateur pour James Marsh
  - Meilleure actrice pour Felicity Jones
  - Meilleurs costumes pour Steven Noble
  - Meilleurs maquillages et coiffures pour Jan Sewell
  - Meilleur montage pour Jinx Godfrey
  - Meilleure musique de film pour Jóhann Jóhannsson
- Critics' Choice Movie Awards 2015 :
  - Meilleur film
  - Meilleur acteur pour Eddie Redmayne
  - Meilleure actrice pour Felicity Jones
  - Meilleur scénario adapté pour Anthony McCarten
  - Meilleure musique de film pour Jóhann Jóhannsson
- Golden Globes 2015 :
  - Meilleur film dramatique
  - Meilleure actrice dans un film dramatique pour Felicity Jones
- Oscars du cinéma 2015 :
  - Meilleur film
  - Meilleure actrice pour Felicity Jones
  - Meilleur scénario adapté pour Anthony McCarten
  - Meilleure musique de film pour Jóhann Jóhannsson
- Satellite Awards 2015 :
  - Meilleur film
  - Meilleur acteur pour Eddie Redmayne
  - Meilleure actrice pour Felicity Jones
  - Meilleur scénario adapté pour Anthony McCarten
  - Meilleure photographie pour Benoît Delhomme
- Screen Actors Guild Awards 2015 :
  - Meilleure actrice pour Felicity Jones
  - Meilleure distribution